# Corossol
Corossol is een vissersdorp in Saint-Barthélemy. Het bevindt zich ongeveer 1,5 km ten noorden van de hoofdplaats Gustavia. Het is bekend van doris, de traditionele boten, en handgeweven strohoeden en manden.

## Overzicht
Corossol is een traditioneel vissersdorp waar een gedeelte van de bevolking Normandisch spreekt. Het dorp bestaat uit kleine gekleurde huizen. De oudere vrouwen van het dorp houden zich bezig met weven van strohoeden en manden. Er worden doris, traditionele velgekleurde boten met een lengte van 3 tot 4 meter gebouwd.
Elke zondag gaat de bevolking de zee in met fuiken en netten om vis te vangen. Aan de baai ligt een klein strandje met bruin zand. In Corossol bevindt zich het Internationale Schelpenmuseum met een collectie van 9.000 schelpen uit de hele wereld.
Colombier · Corossol · Gouverneur · Gustavia · Lorient · Saint-Jean